# Conistra sakabei
Conistra sakabei là một loài bướm đêm trong họ Noctuidae.